# 北川潔水
北川 潔水（きたがわ きよみ、1896年（明治29年）8月30日 - 1957年（昭和32年）12月14日）は、日本陸軍の軍人。最終階級は陸軍少将。

## 経歴
広島県出身。1917年（大正6年）5月25日、 陸軍士官学校（29期）を卒業し、同年12月25日、陸軍砲兵少尉に任官し野砲兵第5連隊付となる。1926年（大正15年）12月24日、陸軍大学校に入校し、1929年（昭和4年）11月29日、同校（41期）を卒業し陸軍士官学校に配属された。
1939年（昭和14年）1月19日、明野陸軍飛行学校教官に就任し、同年3月9日、航空兵大佐に昇進。同年8月1日、関東軍の第2飛行集団付としてノモンハン事件に出動した。以後、第28飛行戦隊長、陸軍航空士官学校教官、同校生徒隊長を務め、1943年（昭和18年）3月1日、陸軍少将に昇進。1944年（昭和19年）3月22日、第32軍参謀長に転じ、沖縄の守備に従事。同年7月8日、台湾軍参謀副長に転じ、改編により同年9月12日、第10方面軍参謀副長に就任し台湾の守備に従事。
1945年（昭和20年）2月12日、独立第25飛行団長に転じ、さらに同年6月22日、第55航空師団長に就任して、シンガポールで終戦を迎えた。
1947年（昭和22年）11月28日、公職追放仮指定を受けた。